# Aulophyseter
Aulophyseter es un género extinto de cachalotes del Mioceno encontrado en formaciones geológicas de las costas este y oeste de Norteamérica.
Aulophyseter alcanzaba una longitud de 6 metros con un peso corporal estimado en 1100 kilogramos.